# Psyra lidjangica
Psyra lidjangica là một loài bướm đêm trong họ Geometridae.